# Eissporthalle am Salzgittersee

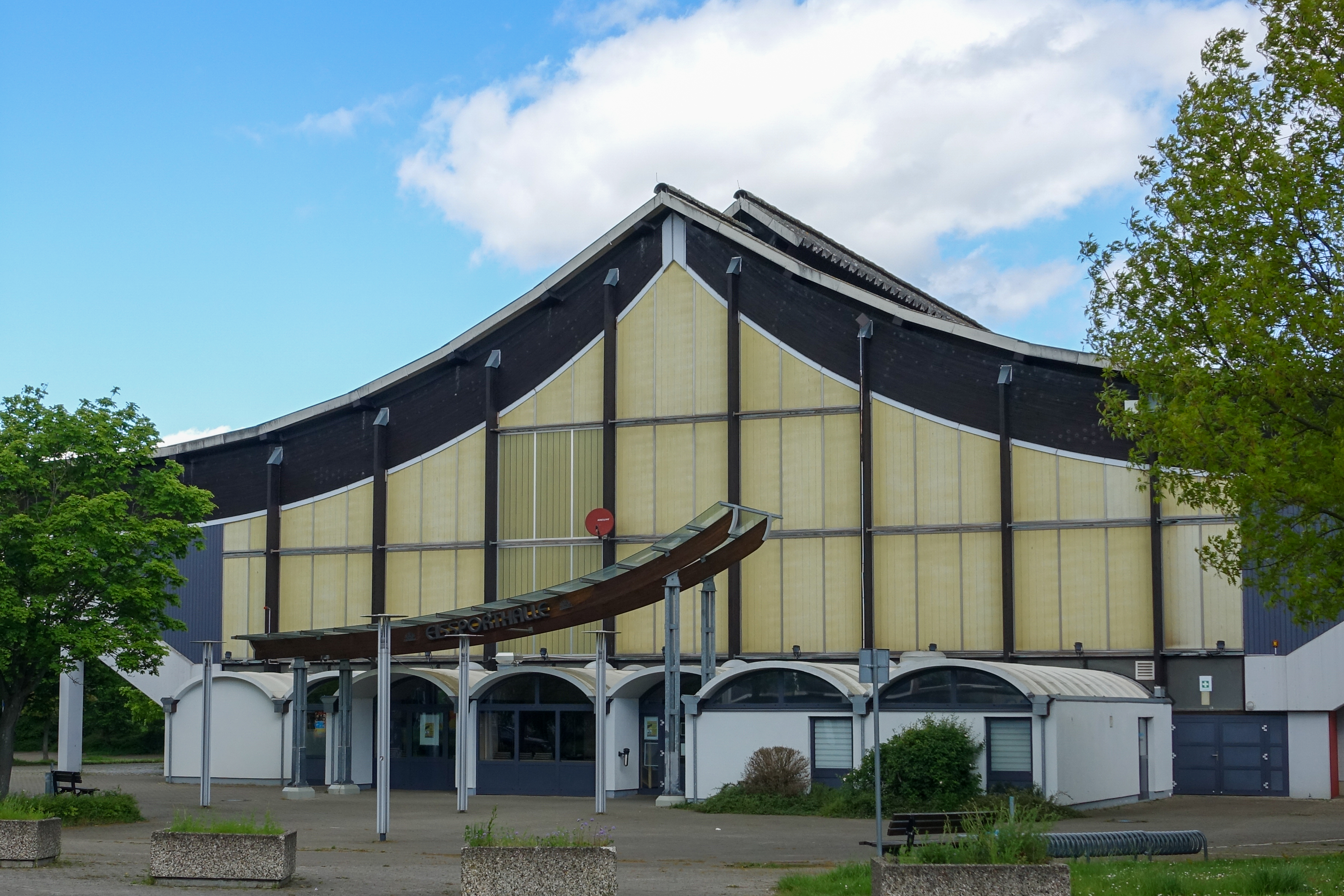
Eissporthalle am Salzgittersee

Die Eissporthalle am Salzgittersee ist eine Eissporthalle in der niedersächsischen Stadt Salzgitter im Ortsteil Fredenberg. Die Halle ist nach dem Salzgittersee benannt, der sich in etwa 200 Meter Entfernung befindet. Sie wurde 1978 eröffnet und ist die bekannteste Eishalle in Südostniedersachsen. Die Eislaufsaison geht von Ende September bis Anfang April. In der Halle finden Heimspiele des Eishockeyvereins Salzgitter Icefighters von Oktober bis März statt. Die Eissporthalle ist durch eine Buslinie nach Salzgitter-Lebenstedt an den ÖPNV angebunden.